# عمر المزيعل
عمر المزيعل لاعب كرة قدم سعودي محترف، يلعب في مركز الظهير الأيمن حالياً في نادي الشعلة.

## مسيرة اللاعب
كانت بدايته مع نادي المحمل قبل أن ينتقل لنادي الشباب أُعير في موسم 2015 إلى العروبة لمدة 4 شهور وثم إلى نادي الوحدة لمدة سنة وعاد بعدها إلى الشباب ووقع مخالصة مالية ثم اتفق مع نادي الاتحاد لتمثيل النادي لمدة 3 سنوات وانتقل إلى نادي الفيحاء مطلع عام 2019 و أعير إلى نادي أبها مطلع عام 2020 و انتقل إلى نادي ضمك في صيف عام 2020 و لعب بعدها مع نادي الشعلة ونادي هجر.

## روابط خارجية
- عمر المزيعل على موقع Soccerway.com (الإنجليزية)